# Iso Palojärvi
Iso Palojärvi eller Palojärvi är en sjö i Finland. Den ligger i kommunen Kaustby i landskapet Mellersta Österbotten, i den centrala delen av landet, 400 km norr om huvudstaden Helsingfors. Iso Palojärvi ligger 77,3 meter över havet. I omgivningarna runt Iso Palojärvi växer i huvudsak blandskog. Arean är 2,1 hektar och strandlinjen är 0,85 kilometer lång. Sjön  ingår i Perho å huvudavrinningsområde. 